# Rogaška Slatina
Rogaška Slatina () je mesto v Sloveniji z 11.000 prebivalci in središče istoimenske občine, ki leži na severovzhodu Zgornjesotelskega gričevja ob jugovzhodni meji Slovenije, pod obronki Boča. Skozi kraj potekata cestna povezava med Celjem in Krapino v Hrvaškem Zagorju ter železniška proga Grobelno - Rogatec d.m.
Znana je predvsem kot zdraviliško središče, na račun izvirov mineralnih vod z zdravilnimi lastnostmi, po katerih je dobila tudi ime. Njihova sestava je prvič omenjena v analizi iz 16. stoletja, k njihovi prepoznavnosti pa je v 17. stoletju bistveno prispeval hrvaški ban Peter Zrinjski, ki jim je pripisoval svojo čudežno ozdravitev. Obširneje jih izkoriščajo od začetka 19. stoletja, ko so vrelci postali last štajerskih deželnih stanov. Do sredine 19. stoletja je Rogaška Slatina postala mondeno zbirališče avstroogrske elite. Zdraviliška poslopja in park so bili urejeni v klasicističnem slogu. Župnijska cerkev župnije Rogaška Slatina je posvečena sv. križu, zgrajena je bila med letoma 1864 in 1866 v neoromanskem slogu in poslikana s freskami Petra Markoviča.
Danes je kraj pomembno zaposlitveno središče zgornjega Posotelja, poleg Zdravilišča Rogaška in term znano tudi po steklarski industriji (Steklarna Rogaška). Tu je tudi gimnazija. V Rogaški Slatini potekajo različne prireditve in kongresi, znana je bila zlasti po (jugoslovanskem) Festivalu šansona (deloval v letih 1984 do 1990).
Leta 2024 je bil v Rogaški Slatini dograjen najvišji razgledni stolp v Sloveniji, Stolp Kristal (106 m).
Status mesta je Rogaška Slatina dobila leta 2006. Mesto polega jedra obsega še predele (nekdanje vasi) Lastina, Ločendol, Temnik, Imence, medtem ko mestna krajevna skupnost Rogaška Slatina vključuje še naselja: Brestovec, Cerovec pod Bočem, Ceste, Gaberce, Gradiški dol, Irje, Kačji dol, Kamence, Male Rodne, Nimno, Plat, Pristavica, Prnek, Rajnkovec in Ratanska vas.

## Prebivalstvo
| Pregled števila prebivalstva po letih | Pregled števila prebivalstva po letih | Pregled števila prebivalstva po letih | Pregled števila prebivalstva po letih | Pregled števila prebivalstva po letih | Pregled števila prebivalstva po letih | Pregled števila prebivalstva po letih | Pregled števila prebivalstva po letih | Pregled števila prebivalstva po letih | Pregled števila prebivalstva po letih | Pregled števila prebivalstva po letih | Pregled števila prebivalstva po letih | Pregled števila prebivalstva po letih |
| ------------------------------------- | ------------------------------------- | ------------------------------------- | ------------------------------------- | ------------------------------------- | ------------------------------------- | ------------------------------------- | ------------------------------------- | ------------------------------------- | ------------------------------------- | ------------------------------------- | ------------------------------------- | ------------------------------------- |
| 1869                                  | 1880                                  | 1890                                  | 1900                                  | 1910                                  | 1931                                  | 1948                                  | 1953                                  | 1961                                  | 1971                                  | 1981                                  | 1991                                  | 2018                                  |
| 498                                   | 543                                   | 561                                   | 517                                   | 589                                   | 967                                   | 1.081                                 | 1.420                                 | 1.583                                 | 1.995                                 | 4.286                                 | 4.904                                 | 11.002                                |

## Zgodovina
Rogaška Slatina je tekom zgodovine večkrat veljala za obmejno območje. Za časa rimskega imperija je tu potekala meja med provincama Norikom in Panonijo, za časa visokega srednjega veka je ob Sotli potekala meja Svetega rimskega cesarstva, za časa Habsburške monarhije pa je reka Sotla razmejevala deželo Štajersko in Hrvaško, kasneje, v času dualizma pa posledično mejo med Avstrijskim in Ogrskim delom države. Ob razpadu avstro-ogrske monarhije je Sotla ostala mejna reka med Dravsko in Savsko banovino znotraj kraljevine SHS, oziroma kasneje Dravsko in Hrvaško banovino. Leta 1941 z nemškim napadom na Jugoslavijo in kasnejšo nemško zasedbo Štajerske, je Rogaška Slatina ponovno postala obmejno območje med dvema političnima tvorbama, med nacistično Nemčijo (oziroma med nemško okupacijsko cono) in NDH. Potek nemško-hrvaške meje je bil opredeljen v sporazumu o meji, ki je predvidel, da bo dokončen potek meje določila mešana hrvaško-nemška komisija. Komisija je imela svoj sedež v Rogaški Slatini, kjer se je v prostorih Hotela Štajerski dvor od konca maja do 30. oktobra 1941 sestajalo osebje obeh komisijskih delegacij. Hrvaška delegacija se je ob koncu oktobra leta 1941 preselila v Zagreb in Klanjec, nemško delegacijsko osebje, pa je še naprej ostalo v Rogaški Slatini, kjer so do 28. junija 1942 razreševali mejna vprašanja na nemško-hrvaški meji.
Politični komisar začasnega okraja Šmarje pri Jelšah Robert Komarek je za vodenje okupacijske občine Rogaška Slatina določil folksdojčerja (slatinskega Nemca), vodjo rogaške podružnične izpostave Kulturbunda v Rogaški Slatini inž. Herberta Migliča. 12. aprila 1941, kmalu po nemškem napadu na Jugoslavijo, so slatinski Nemci zasegli občinsko upravo in čakali na nemškega župana. 13. aprila je Miglič pripotoval iz novoustanovljene Neodvisne države Hrvaške v Rogaško Slatino, kjer so ga pred stavbo predvojnega Občinskega doma (med okupacijo Migličev vodstveni štab in sedež občinske okupacijske uprave) slavnostno pričakali slatinski petokolonaši, kulturbundovci in ostali nacistični simpatizerji. Miglič je pod Komarekovim blagoslovom nastopil s polnomočnimi pooblastili in v Občinskem domu formalnopravno prevzel funkcijo okupatorjevega župana med 16. in 19. aprilom 1941, najverjetneje 18. aprila.
V zadnjih dneh vojne so se skozi Rogaško Slatino prevažale kolone nemške vojske in kolaboracionistične enote, ki so še vedno množično plenile in pobijale nedolžne ljudi v okolici Rogaške Slatine. Ustaški vodja (poglavnik) Ante Pavelić je imel pri begu iz Zagreba svoj zadnji sestanek v zdravilišču (ob koncu vojne je čez mesto potekal eden glavnih izhodnih koridorjev bežečim ustaškim, nemškim in pripadajočim kolaborantskim enotam), kjer je izvedel za nemške kapitulacijske namene. V zdravilišču Rogaška Slatina je ustaška NDH dokončno razpadla. Čeprav se je največji oboroženi konflikt v zgodovini človeštva v Evropi formalnopravno končal v prvi polovici maja 1945, so se gverilski boji preživelih ostankov nemških kolaboracionističnih enot po okoliških gozdovih Rogaške Slatine nadaljevali še več tednov po uradni kapitulaciji nacistične Nemčije. Nemške policijske, žandarske, graničarske in vojaške enote so Rogaško Slatino zapustile do 7. maja 1945. Med zadnjimi je odšel Miglič, ki je 8. maja pobegnil čez avstrijsko mejo. Istega dne je Nemčija v Berlinu brezpogojno kapitulirala.

### Sodobna zgodovina
Rogaška Slatina je danes moderznizirano turistično mesto. V njem deluje več hotelov in term ter industrija. Šteje nekaj manj kot 5.000 prebivalcev. 23. maja 2024 je bil na območju nekdanjih mizarskih delavnic odprt Razgledni stolp Kristal, ki je s 106 metri najvišji stolp v državi.

## Znane osebnosti, povezane z mestom
- Daniel Siter, zgodovinar, raziskovalec in publicist
- Ela Peroci, pisateljica
- Nani Poljanec, ljudski ustvarjalec in zbiralec
- Josip Stritar, pisatelj
- Zvonko Čoh, ilustrator
- Avgust Lavrenčič, slikar
- Velimir Mihailo Teodorović (1849-1898), mecen, nezakonski sin srbskega kneza Mihajla Obrenovića in 17-letne Slovenke Marije Berghaus
- France Kidrič, literarni zgodovinar, akademik
- Boris Kidrič, revolucionar in politik
- Peter Mikša, zgodovinar in alpinist